# Darcy Araújo
Darcy Fontenele de Araújo, ou apenas Darcy Araújo, (Parnaíba, 10 de janeiro de 1916 – Teresina, 26 de março de 1974) foi um advogado, promotor de justiça, professor e político brasileiro, outrora deputado estadual pelo Piauí.

## Biografia
Filho de Pedro Henrique de Araújo e Isabel Fontenele de Araújo. Advogado em 1932 formado na Faculdade de Direito do Recife, embrião da Universidade Federal de Pernambuco, em 1932 ingressou no Ministério Público como promotor de justiça assim que retornou ao Piauí, sendo designado para atuar em Parnaíba. Findo o Estado Novo, foi nomeado diretor do Departamento das Municipalidades do Estado em 1946 e no ano seguinte foi Chefe de Polícia do Estado, cargo correspondente hoje ao de secretário de Segurança Pública. Ainda em 1947 foi nomeado agente fiscal do Imposto de Renda.
Candidato a prefeito de Parnaíba via PTB em 1948, foi derrotado pelo candidato da UDN, o engenheiro Alberto Silva. Eleito deputado estadual em 1950, foi nomeado advogado-geral do estado em 1951 pelo governador Pedro Freitas e dedicou-se ao magistério sendo nomeado professor de Geografia no Liceu Piauiense em 1957 e de Direito Comercial na Faculdade de Direito do Piauí, antecessora da Universidade Federal do Piauí, em 1958. Membro da Academia Piauiense de Letras, em 1961 tornou-se procurador-geral do estado no governo Chagas Rodrigues. Derrotado ao candidatar-se a deputado federal via PDC em 1962, retornou à procuradoria-geral quando o titular do Palácio de Karnak era Petrônio Portela e esteve à frente do órgão até 1965. Ao falecer exercia o cargo de secretário de Governo no primeiro governo Alberto Silva.